# Sergio Rossi
Sergio Rossi (San Mauro Pascoli, 31 de julio de 1935-Cesena, 2 de abril de 2020) fue uno de los principales diseñadores italianos y distribuidor de zapatos y bolsos de mujer.

## Biografía
En la década de los cincuenta, se inició en el mundo de la moda, aprendiendo de su padre el oficio de zapatero. Desarrolló su formación en Milán y Bolonia.
En 1968 decidió lanzar su propia marca de calzado. Desde entonces, su fama fue en aumento, hasta que en los años ochenta inauguró su primera tienda.
En su carrera como diseñador entabló relación con grandes marcas, como Versace, Dolce & Gabbana y Azzedine Alaïa. En 1999 el grupo PPR Luxury Division, antes conocido como Grupo Gucci, compró el 70 % de sus acciones. En 2005, ya con el nombre de Kering, compró el 30 % restante. En ese momento la marca disponía de más de cuarenta tiendas por todo el mundo, siete de ellas en Estados Unidos.
En 2015, cedió el control de la compañía a la casa de inversiones europea Investindustrial. Un año después Andrea Morante asumió la presidencia de la compañía. Desde entonces, la marca ha aprovechado los diseños realizados por Rossi temporada tras temporada.
Falleció a los 85 años en el hospital de Bufalini, en Cesena, el 2 de abril de 2020, a causa de complicaciones ocasionadas por el COVID-19.